# La Roca del Vallès
La Roca del Vallès – gmina w Hiszpanii, w prowincji Barcelona, w Katalonii, o powierzchni 36,76 km². W 2011 roku gmina liczyła 10 393 mieszkańców.